# Carybdea branchi
La medusa de caja sudafricana, Carybdea branchi, es una especie venenosa cnidaria, en la pequeña familia de los Carybdeidae dentro de la clase Cubozoa.

## Descripción
Esta pequeña medusa de caja crece hasta los 7 cm de ancho y puede llegar a poseer tentáculos de hasta 2 m de longitud total. Cuenta con una campana en forma de caja transparente con un largo tentáculo detrás de cada esquina.

## Distribución
Es posible encontrar esta medusa desde el norte de Namibia y alrededor de la costa de Sudáfrica de Port Elizabeth desde la superficie hasta una profundidad de al menos 35 metros bajo el agua.[cita requerida]